# 电解抛光

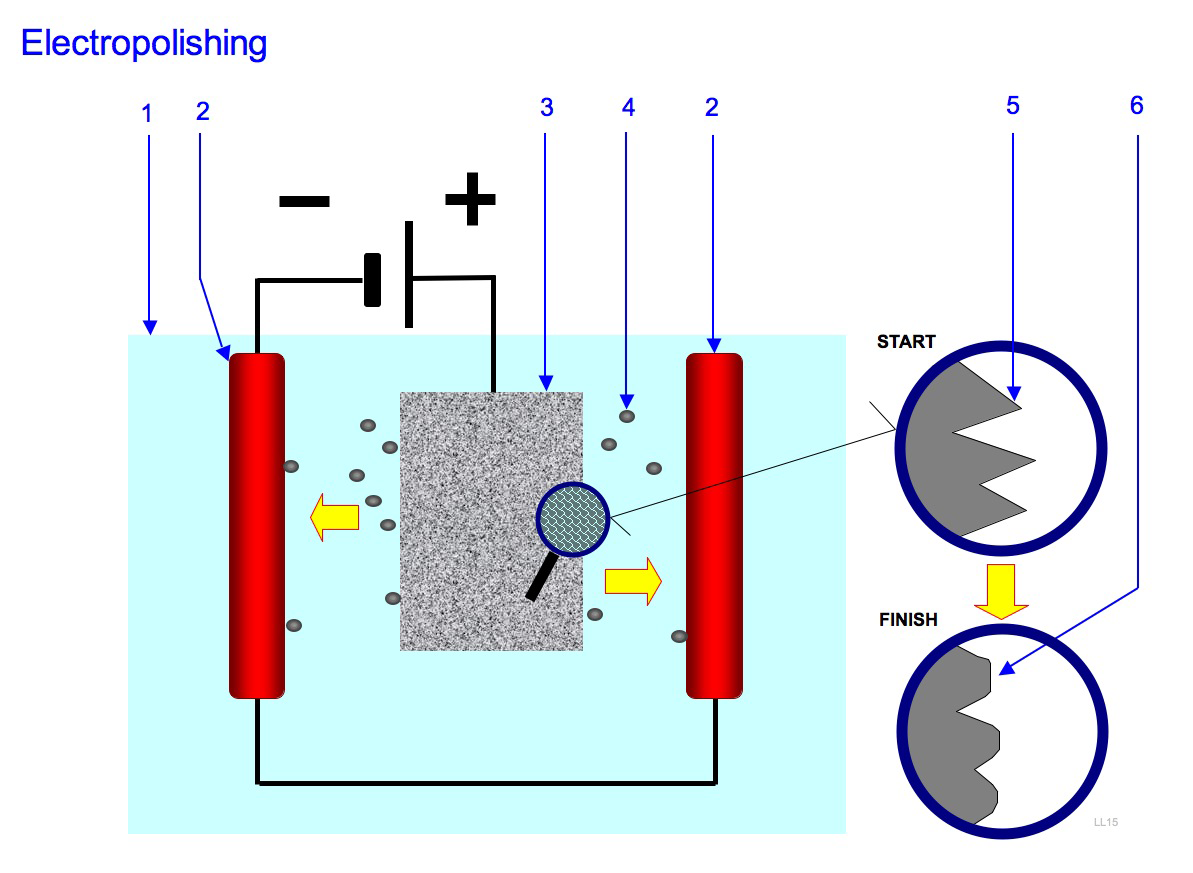
电解抛光原理:
1. 电解液 2. 阴极 3. 被抛工件（阳极） 4. 工件上脱落的部分 5. 抛光前表面 6. 抛光后表面

电解抛光是以被抛工件为阳极，不溶性金属为阴极，两极同时浸入到电解槽中，通以直流电而产生有选择性的阳极溶解，从而达到工件表面光亮度增大的效果。